# Larteh
El larteh (o gua o late) és una llengua guang meridional que parlen els lartehs a la regió Oriental de Ghana. Hi ha entre 74.000 (2003) i 97.000 parlants de larteh. El seu codi ISO 639-3 és lar i el seu codi al glottolog és lart1238.

## Família lingüística
El larteh és una de les llengües guangs meridionals. Les altres llengües que, segons l'ethnologue i el glottolog formen part d'aquest subgrups de les llengües tanos que formen part de les Llengües nigerocongoleses, les llengües kwa són: l'awutu, el cherepon i el gua. Totes aquestes llengües es parlen a Ghana. Segons el glottolog el cherepon,el gua i el larteh són llengües gua Hill Sud que, juntament amb l'awutu, formen el grup de les llengües guangs meridionals.

## Situació geogràfica i pobles veïns
El territori larteh està situat al sud dels cherepons, a l'est de al ciutat d'Adwaso, a la regió Oriental. Viuen en una zona muntanyosa.
Segons el mapa lingüístic de Ghana de l'ethnologue, el territori larteh és una petita zona al nord-est d'Accra, pel camí cap al riu Volta per l'interior. Els lartehs són veïns dels cherepons que viuen al nord, dels dangmes que viuen a l'est, dels ga que viuen al sud i dels àkans que viuen a l'oest.

## Història
El líder Gyedu Nkansa va liderar els guangs des de l'antic Sudan fins a la zona en què viuen en l'actualitat passant per Tombuctú.

## Sociolingüística, estatus i ús de la llengua
El larteh és una llengua vigorosa (EGIDS 6a): tot i que no està estandarditzada i no té escriptura, és utilitzada per persones de totes les edats i generacions tant a la llar com en l'àmbit social en tots els àmbits i la seva situació és sostenible. Els lartehs també parlen l'àkan.
Segons el joshuaproject, els guans i els cherepons parlen el larteh com a segona llengua.